# Kiso-gawa
Pour les articles homonymes, voir Kiso (homonymie).
Le fleuve Kiso (木曽川, Kiso-gawa) est un cours d'eau du Japon qui s'écoule dans la région du Chūbu.

## Géographie
Le fleuve Kiso traverse notamment la ville d'Inuyama (préfecture d'Aichi) et se jette dans la baie d'Ise entre Nagoya et Yokkaichi (préfecture de Mie). Au nord de Nagoya, il forme la vallée de Kiso, surnommée le Rhin japonais en raison de sa beauté sauvage. Cette vallée a su préserver un cadre naturel.
Aux environs d'Inuyama, on pratique encore la pêche traditionnelle au cormoran (japonais : 鵜飼, ukai) presque toutes les nuits.
Le fleuve Kiso a une longueur de 227 km et un bassin hydrographique de 5 275 km2.

## Galerie

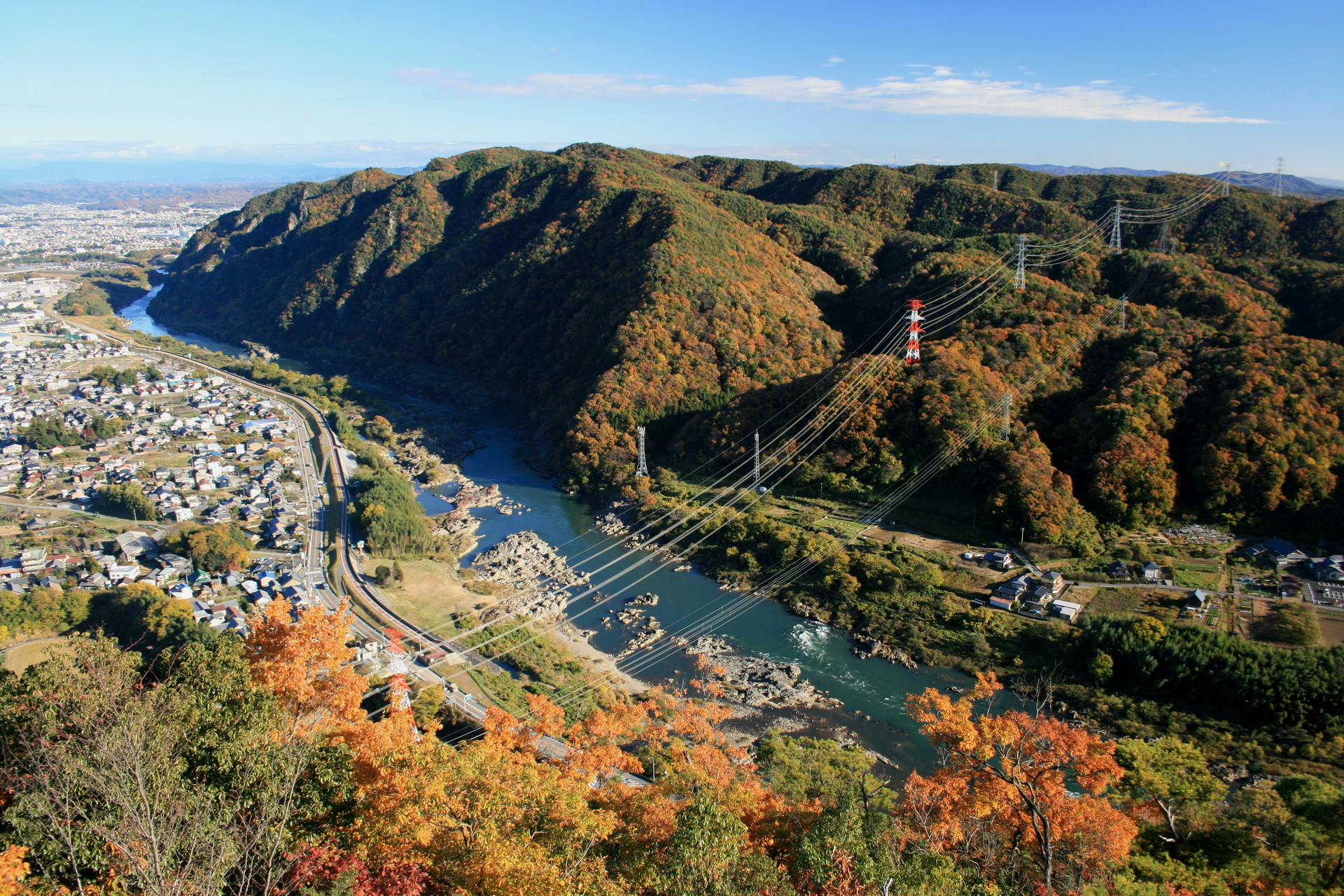
Le « Rhin japonais » depuis le château de Sarubami.
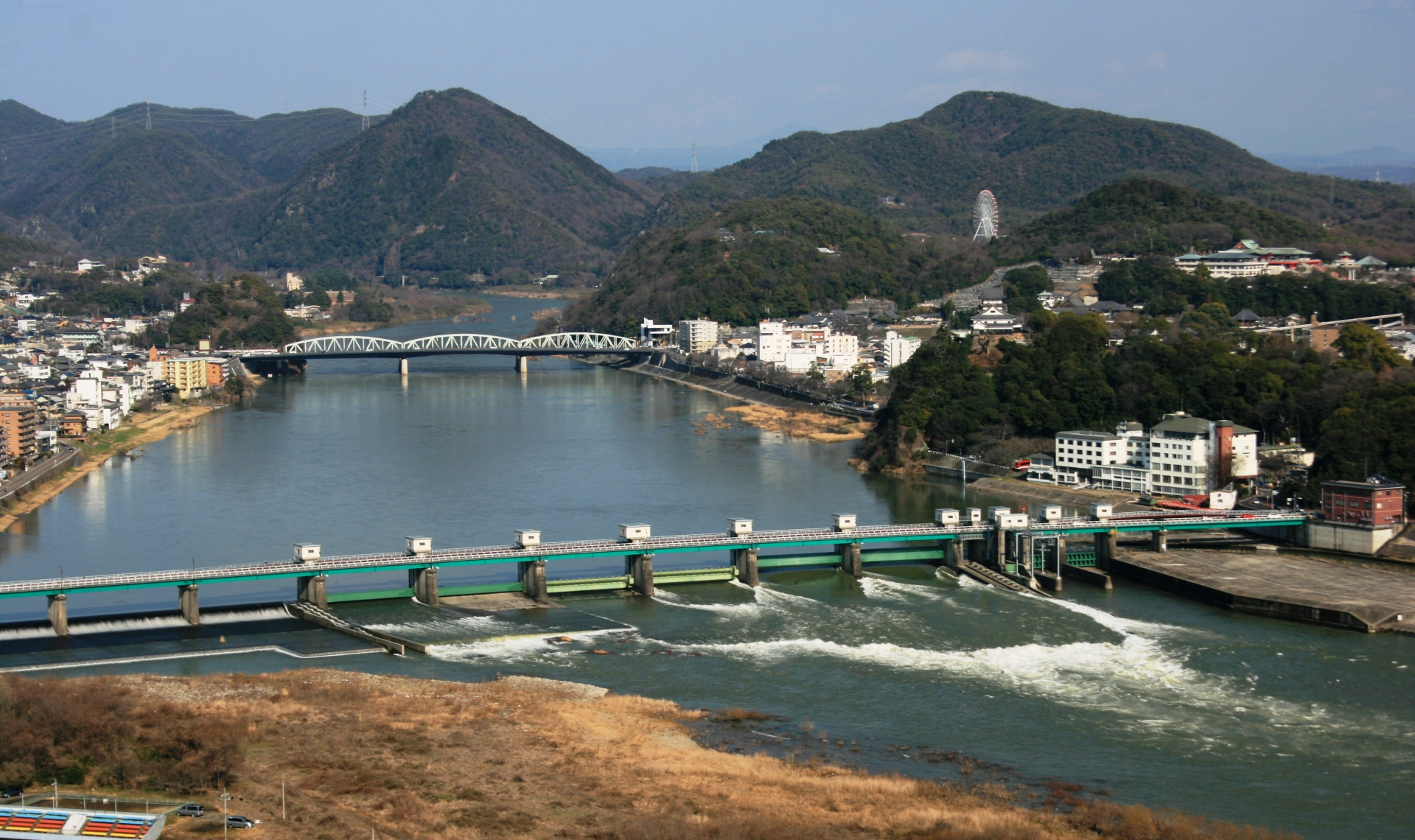
Le Kiso-gawa depuis le mont Igi.